# Асеев, Василий Тихонович
Василий Тихонович Асеев (17 марта 1862, Рассказово, Тамбовская губерния — 29 апреля 1941, Баден) — русский предприниматель, крупный землевладелец, купец 1-й гильдии. Двоюродный брат Михаила и Александра Асеевых.

## Биография

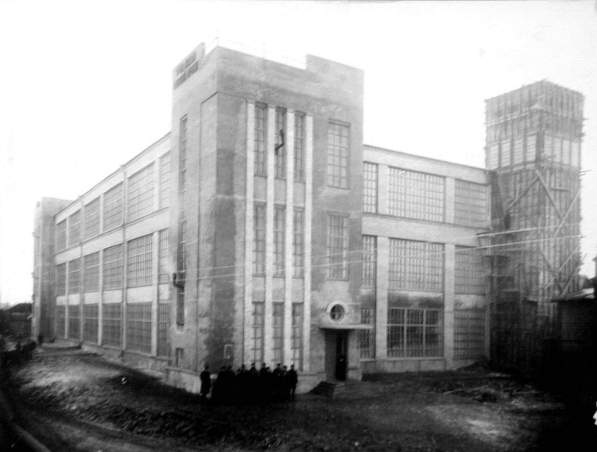
Суконная фабрика «Братьев М. и В. Асеевых» в с. Арженке (ныне часть Рассказово)

Василий Тихонович родился 17 марта 1862 года в селе Рассказово Тамбовской губернии. Он был старшим сыном Тихона Асеева и, как полагалось в те времена по правилам наследия, получил от него долю в Арженской суконной фабрике. Через некоторое время был владельцем в других компаниях, в частности, Торгового дома «Братья М. и В. Асеевы».
С 1900 по 1910 год совместно с Александром Васильевичем и Михаилом Васильевичем Асеевыми управлял «Торгово-промышленным товариществом на паях П. В. Сергеева», которое находилось в Пензе. Также был компаньоном Надеждинской водяной мельницы, принадлежавшей его двоюродным братьям. Помимо этого имел в собственности винокуренное предприятие в Алексеевке Кирсановского уезда Тамбовской губернии. Кроме больших фабрик Василий Асеев владел и обширными территориями земли: 2 000 десятин земли в Кирсановском и Тамбовском уездах.
Василий Тихонович активно участвовал в общественной жизни страны, проходил государственную службу и жертвовал деньги в добрые дела. В 1890 году он получил предложение от правления Тамбовской духовной семинарии стать старостой домового семинарского храма, который был освещён во имя христианских проповедников Кирилла и Мефодия. Данный период считается началом его государственной службы. Спустя четыре года ректор семинарии обратился к Тамбовскому епископу Александру (Богданову) с представлением Василия Асеева к награде золотой медалью, так как тот содействовал благолепию семинарского храма «вещами и деньгами всего около 2 000 рублей».

Общественная, государственная и предпринимательская деятельность Асеева удостоила его нескольких высших наград. С 1889 года числился купцом 1-й гильдии. В 1902 году вместе со своей женой Анисьей Памфиловой был причислен к потомственным почётным гражданам.

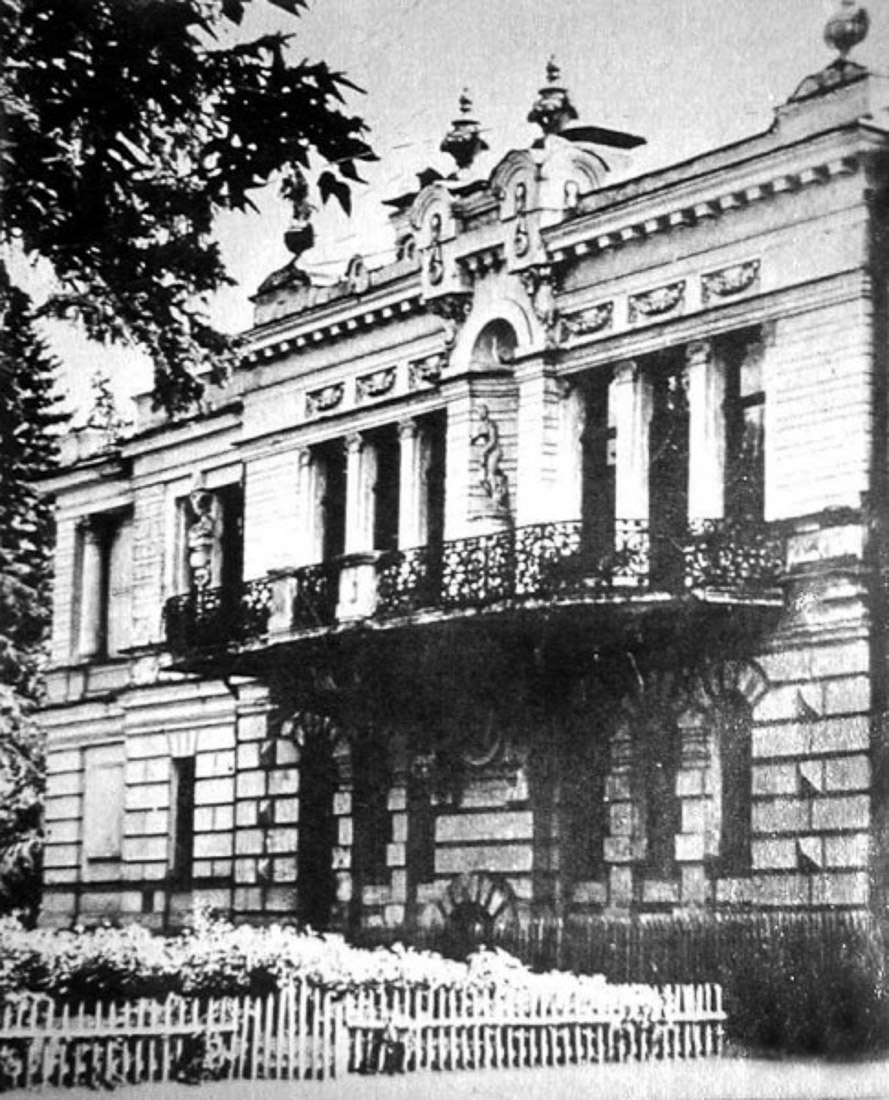
Усадьба Василия Асеева в Рассказово

В 1902—1906 годах в имении Арженка был построен двухэтажный дом-дворец по проекту архитектора Льва Кекушева. Строение было богато украшено лепниной, объёмными декоративными элементами: вазонами, лепными консолями, чугунно-литыми ограждениями балконов, скульптурами. В 1906 году в дом было проведено электрическое освещение от собственной электростанции. Усадьба включала в себя конный двор, конюшни, водонапорную башню и хозяйственные постройки. Вокруг дворца был разбит парк с уникальными растениями и несколькими фонтанами.
Василий Тихонович работал в губернском попечительстве детских приютов Тамбовской губернии, и с 1903 года числился там почётным участником.
В 1905—1906 годах Василий Асеев являлся членом Торгово-промышленной партии в Тамбове, отделение которого возглавлял его брат, Михаил Васильевич Асеев. В 1911—1913 годах Василий Тихонович был председателем Общества по тушению пожаров в селе Рассказово, а с 1915 года входил в Общество поощрения рысистого коневодства.
В 1912 году купил усадьбу в Москве.
В 1914 году Василий Тихонович входил в члены советы Санкт-Петербургского международного банка, а в 1915—1916 годах в правление товарищества на паях, которое торговало изделиями из шерсти в Харькове.
После Октябрьской революции его положение вместе с фабриками и предприятиями было разрушено. Вся его собственность была национализирована, поэтому он был вынужден эмигрировать из России.
До конца жизни проживал в Бадене, где и умер 29 апреля 1941 года.

## Награды
- Орден Святой Анны 3-й степени (1902)
- Медаль «За усердие» 1-го разряда (1905)
- Орден Святой Анны 2-й степени (1914)[9].